# Shanhuguan Shuiku
Shanhuguan Shuiku (kinesiska: 山虎关水库) är en reservoar i Kina. Den ligger i storstadsområdet Chongqing, i den sydvästra delen av landet, omkring 100 kilometer öster om det centrala stadsdistriktet Yuzhong. Shanhuguan Shuiku ligger 1 103 meter över havet. Arean är 0,43 kvadratkilometer. I omgivningarna runt Shanhuguan Shuiku växer i huvudsak blandskog. Den sträcker sig 1,9 kilometer i nord-sydlig riktning, och 1,1 kilometer i öst-västlig riktning.
Genomsnittlig årsnederbörd är 1 493 millimeter. Den regnigaste månaden är maj, med i genomsnitt 235 mm nederbörd, och den torraste är januari, med 22 mm nederbörd.